# مارتین وود
مارتین وود (انگلیسی: Martin Wood) کارگردان سینما و تلویزیون اهل کانادا است.
تخصص او در کارگردانی آثارِ «علمی–تخیلی» است.
از فیلم‌ها یا مجموعه‌های تلویزیونی که وی در آن‌ها نقش داشته است می‌توان به دروازه ستارگان اس‌جی-۱ اشاره نمود.